# ДеСото (окръг, Флорида)
Окръг ДеСото (на английски: DeSoto County) е окръг в щата Флорида, Съединени американски щати. Площта му е 1658 km², а населението - 32 209 души (2000). Административен център е град Аркадия.